# Salat (fiume)
Il Salat è un fiume del sud-ovest della Francia che scorre nell'antica regione del Couserans, dipartimenti dell'Ariège e della Haute-Garonne.
È un affluente della Garonna alla sua destra orografica.

## Geografia
Il Salat ha la sua sorgente nei Pirenei, nel massiccio del monte Valier, sul fianco nord del monte Roch, territorio di  Salau, frazione del comune di Couflens. 
La direzione del suo corso va da sud-est verso nord-ovest. Attraversa la valle d'Angouls, indi attraversa il massiccio dell'Arize, ove percorre le gole di Ribaouto. Passa quindi da Saint-Girons e da Saint-Lizier per gettarsi poi nella Garonna a Roquefort-sur-Garonne presso Boussens, dopo un percorso di 74,7 km..

## Dipartimenti e località principali attraversate
Ariège (09)
Couflens, Seix, Lacourt, Saint-Girons, Saint-Lizier, Prat-Bonrepaux, La Bastide-du-Salat
Alta Garonna (31)
Salies-du-Salat, Mazères-sur-Salat, Roquefort-sur-Garonne

## Principali affluenti
- l'Alet
  - l'Ossèse
- l'Estours
- il Garbet
  - l'Ars o Arse
  - il Fouillet
- l'Arac
- il Lez
- il Baup
- il Gouarège
- l'Arbas
- il Lens

## Idrologia
Il Salat è un fiume molto ricco d'acque come tutti quelli che sorgono nella regione dei Pirenei. La sua portata è stata sotto osservazione per un periodo di 95 anni a Roquefort-sur-Garonne, località sita alla confluenza del fiume nella Garonna. La sua portata media è di 42,5 m³ al secondo. Esso presenta le fluttuazioni stagionali tipiche di un regime puramente nivale. Il periodo di minima portata si verifica nei mesi di ottobre e novembre, quando la portata si riduce anche a soli 19,6 m³ al secondo, dopo di che la portata aumenta lentamente nell'inverno fino a raggiungere il regime di massima portata in primavera, quando quest'ultima raggiunge valori fra i 58 ed i 76,5 m³ al secondo, con un picco nel mese di maggio. Nel breve periodo naturalmente si hanno fluttuazioni nella portata anche maggiori.
Le precipitazioni medie nel suo bacino sono di 858 millimetri annui, il che è piuttosto elevato, di gran lunga superiore alla media d'insieme francese ed inferiore solo a certi bacini fluviali dei Pirenei occidentali, delle Alpi settentrionali, delle Cevenne e di qualche altro monte del Massiccio Centrale francese, dei Vosgi e del Giura.

## Attività turistico-sportive
Nelle acque del Salat si praticano sport quali il canottaggio (Kayak), il Rafting e la pesca.